# Aeroporto Internazionale di Da Nang
L'Aeroporto Internazionale di Da Nang (IATA: DAD, ICAO: VVDN) (in vietnamita: Sân bay Quốc tế Đà Nẵng) è un aeroporto che serve Đà Nẵng, la più grande città del Vietnam centrale e quarta del paese. È il terzo aeroporto vietnamita per traffico passeggeri dopo l'Aeroporto Internazionale Noi Bai di Hanoi e l'Aeroporto Internazionale Tan Son Nhat di Ho Chi Minh.
L'aeroporto ha servito nel 2011 oltre 3 milioni di passeggeri.
È anche base per la Không Quân Nhân Dân Việt Nam, l'aeronautica militare vietnamita.